# William Henry Harrison
Pour les articles homonymes, voir Harrison.
William Henry Harrison, né le 9 février 1773 à la plantation de Berkeley (colonie de Virginie) et mort le 4 avril 1841 à Washington, D.C., est un militaire, diplomate et homme d'État américain, 9e président des États-Unis.
Après une carrière militaire et politique dans l'Ohio, il accède à la présidence à la suite de l'élection de 1840, à l'âge de 68 ans. Son mandat est cependant bref car il contracte une pneumonie peu après son discours d'investiture ; il meurt un mois après et son vice-président, John Tyler, lui succède pour l'essentiel de son mandat.
Originaire de Virginie, Harrison est le secrétaire (entre 1798 et 1799) puis premier délégué du Territoire du Nord-Ouest au Congrès de 1799 à 1800, avant de devenir gouverneur du Territoire de l'Indiana en 1801. Il devient célèbre après avoir mené les forces américaines contre les Amérindiens lors de la bataille de Tippecanoe en 1811 où il gagne le surnom de « Tippecanoe » (ou « Old Tippecanoe »). En tant que général durant la guerre anglo-américaine de 1812, sa contribution la plus notable est une victoire à la bataille de la rivière Thames en 1813 qui met fin aux hostilités dans la région des Grands Lacs.
Après la guerre, Harrison s'installe dans l'Ohio où il est élu représentant fédéral en 1816 puis sénateur des États-Unis en 1824. Il ne termine pas son mandat car il est nommé ministre plénipotentiaire en Grande Colombie en mai 1828. Il y rencontre Simón Bolívar avec qui il échange sur des questions de démocratie avant de retourner dans sa ferme dans l'Ohio l'année suivante, où il vécut relativement isolé jusqu'à sa nomination pour l'élection présidentielle de 1836 par le Parti whig. Il est battu avant d'être élu président en 1840.
Sa mort, survenue peu après sa prise de fonctions, déclenche une brève crise constitutionnelle qui permet cependant de préciser les règles de la succession présidentielle qui ne sont formalisées qu'avec l'introduction du 25e amendement à la Constitution des États-Unis en 1967.

## Jeunesse

### Enfance et éducation
William Henry Harrison naît le 9 février 1773 à Plantation de Berkeley dans le comté de Charles City en Virginie. Il est le plus jeune fils d'une fratrie de sept enfants et ses parents, Elizabeth Bassett et Benjamin Harrison V, appartiennent à une influente famille de planteurs. Harrison est le dernier président américain né sujet britannique avant l'indépendance des États-Unis. Son père fut délégué au Congrès continental de 1774 à 1777 et il signa la Déclaration d'indépendance avant de devenir gouverneur de Virginie de 1781 à 1784. Le frère aîné de William, Carter Bassett Harrison, fut élu à la Chambre des représentants.
En 1787, alors âgé de 14 ans, Harrison entra à l'école presbytérienne de Hampden Sydney où il apprit le latin et le français. Il y resta jusqu'en 1790 avant d'y être retiré par son père épiscopalien, peut-être du fait d'un renouveau religieux ayant lieu à l'école. Il étudia brièvement dans le comté de Southampton et il se serait alors peut-être rapproché des quakers et des méthodistes abolitionnistes de l'école. Furieux, son père, qui était favorable à l'esclavage, l'envoya à Philadelphie chez le commerçant Robert Morris, probablement du fait des études de médecine dispensées dans la ville. Harrison entra à l'université de Pennsylvanie en 1790 où il étudia la médecine avec Benjamin Rush même si, comme il l'expliqua à son biographe, cela ne l'intéressait pas vraiment. À la mort de son père en 1791, Harrison n'avait plus d'argent pour financer ses études et il fut laissé sous la garde de Morris.

### Engagement dans l'armée
Le gouverneur Henry Lee de Virginie, un ami du père de Harrison fut informé de sa situation de pauvreté et le persuada de s'engager dans l'armée. Harrison fut enrôlé en tant qu'aspirant dans le 11e régiment d'infanterie de l'armée américaine et fut envoyé à Cincinnati dans le territoire du nord-ouest où l'unité était engagée dans la guerre amérindienne du Nord-Ouest.
Le général « Mad Anthony » Wayne prit le commandement de l'armée occidentale en 1792 en remplacement d'Arthur St. Clair après la catastrophique bataille de la Wabash. Harrison fut promu lieutenant durant l'été grâce à son respect strict de la hiérarchie et l'année suivante, il servit comme aide de camp. C'est sous l'influence de Wayne qu'Harrison apprit à commander une armée sur la « Frontière ». Harrison participa à la victoire décisive de Wayne lors de la bataille de Fallen Timbers en août 1794 qui mit fin au conflit. Après la guerre, Harrison fut l'un des signataires du traité de Greenville de 1795 qui ouvrait l'Ohio à la colonisation,,.
À la mort de sa mère en 1793, Harrison hérita d'une portion de la propriété familiale incluant environ 12 km2 de terres et plusieurs esclaves. Comme il était toujours dans l'armée à ce moment, Harrison vendit ses terres à son frère.

### Mariage et famille

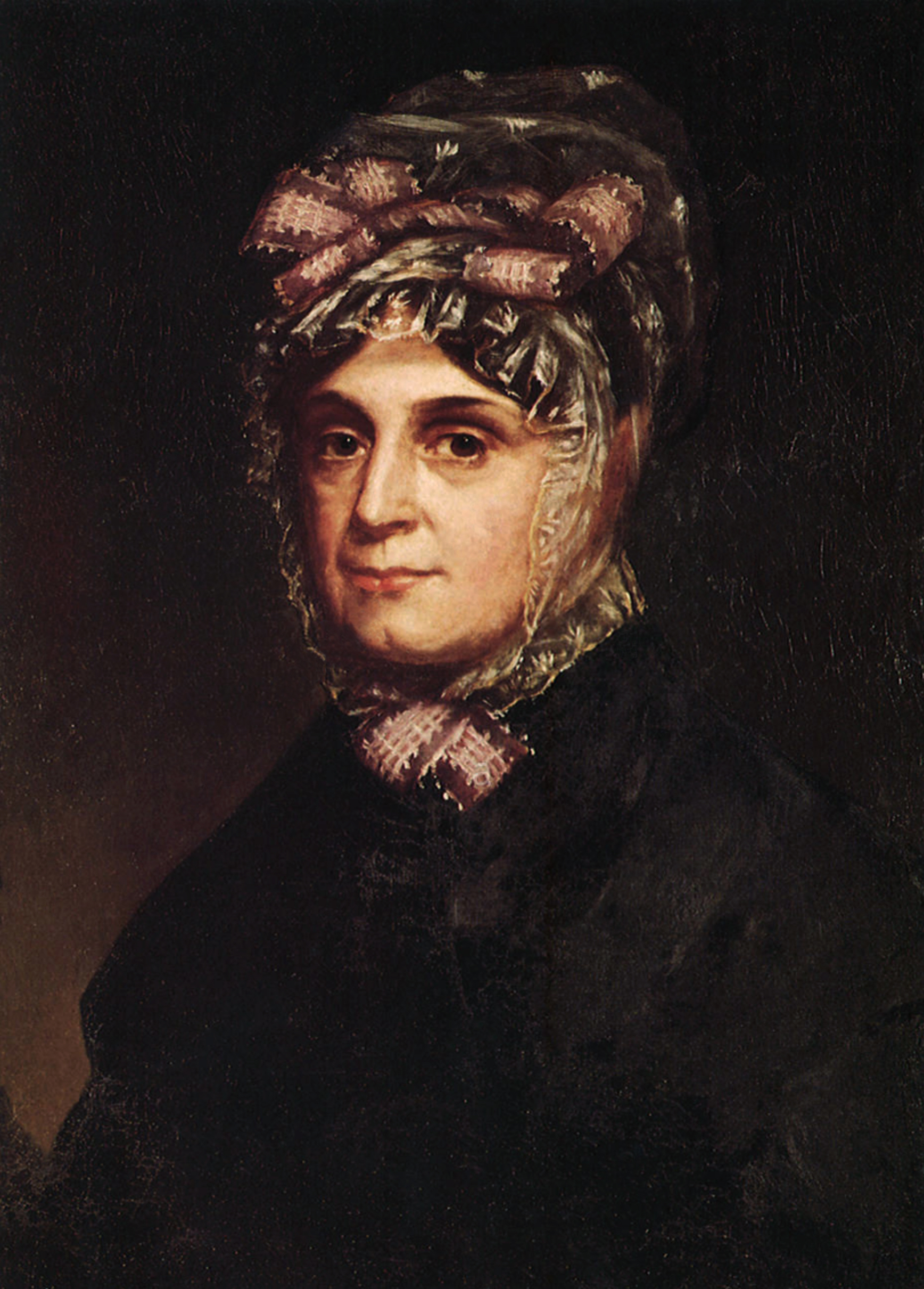
Anna Harrison

En 1795, Harrison rencontra Anna Symmes originaire de North Bend dans l'Ohio. Elle était la fille du juge John Cleves Symmes, une figure importante dans l'État et un ancien représentant au Congrès de la Confédération. Harrison demanda la main de sa fille au juge qui lui refusa. Harrison attendit que Symmes soit en déplacement et Anna et lui s'enfuirent et se marièrent le 25 novembre 1795. Inquiet de la capacité financière de Harrison à soutenir sa famille, Symmes vendit 65 ha de terres à North Bend au jeune couple. Ils eurent dix enfants dont neuf arrivèrent à l'âge adulte. Anna était fréquemment malade du fait de ses nombreuses grossesses mais elle survécut 23 ans à son mari et mourut le 25 février 1864 à l'âge de 88 ans.
Les historiens considèrent également qu'Harrison eut six enfants avec une esclave appelée Dilsia. Durant sa campagne présidentielle, il ne voulut pas avoir d'« enfants esclaves bâtards » autour de lui et il en confia quatre à son frère qui les vendit à un planteur de Géorgie. Harrison est ainsi l'arrière-grand-père de Walter White, un militant des droits civiques qui fut président de la National Association for the Advancement of Colored People de 1931 à 1955.

## Carrière politique
Harrison quitta l'armée en 1797 et commença à faire campagne pour un poste au sein du gouvernement du territoire du Nord-Ouest. Avec l'aide de son ami, le secrétaire d'État Timothy Pickering, il fut recommandé pour remplacer le secrétaire sortant du territoire. Il fut nommé à ce poste, au cours duquel il agit en tant que gouverneur durant les fréquentes absences d'Arthur St. Clair,,,

### Membre du Congrès
Harrison avait de nombreux amis dans les cercles supérieurs de la société et il se fit rapidement une réputation de chef. Le Congrès avait voté une législation qui augmentait le prix des terrains, une décision critiquée par de nombreux habitants du territoire et lorsque Harrison fit campagne pour le Congrès, il annonça qu'il allait modifier la situation pour encourager l'émigration dans le territoire. En 1799, Harrison, âgé de 26 ans, battit le fils d'Arthur St. Clair et devint le premier délégué du territoire au Congrès. Son mandat dura du 4 mars 1799 au 14 mai 1800, mais en tant que délégué d'un territoire et non d'un État, il n'avait pas le droit de vote même s'il pouvait participer aux comités, soumettre des textes de loi et débattre.
Il parvint ainsi à faire adopter le Harrison Land Act qui facilitait l'implantation des colons dans le territoire du Nord-Ouest en leur permettant d'acheter des terres en lots de petites superficies. La disponibilité de terres peu chères fut un facteur important dans la rapide croissance démographique du territoire. Il participa également à un comité chargé de définir les divisions administratives du territoire. Ce dernier recommanda de scinder le territoire en deux parties pour créer les territoires de l'Ohio et de l'Indiana. La loi fut adoptée et les deux nouveaux territoires furent officialisés en 1800.
Sans l'informer, le président John Adams nomma Harrison, gouverneur du nouveau territoire du fait de ses liens avec « l'Ouest » et de ses positions politiquement neutres. La décision fut confirmée par le Sénat le lendemain. Pris au dépourvu, Harrison n'accepta l'offre qu'après avoir reçu l'assurance du parti républicain-démocrate qu'il ne serait pas remplacé à son poste si le parti remportait les élections ultérieures. Il démissionna alors du Congrès. Le territoire de l'Indiana regroupait les futurs États de l'Indiana, de l'Illinois, du Michigan, du Wisconsin et l'est du Minnesota.

### Gouverneur

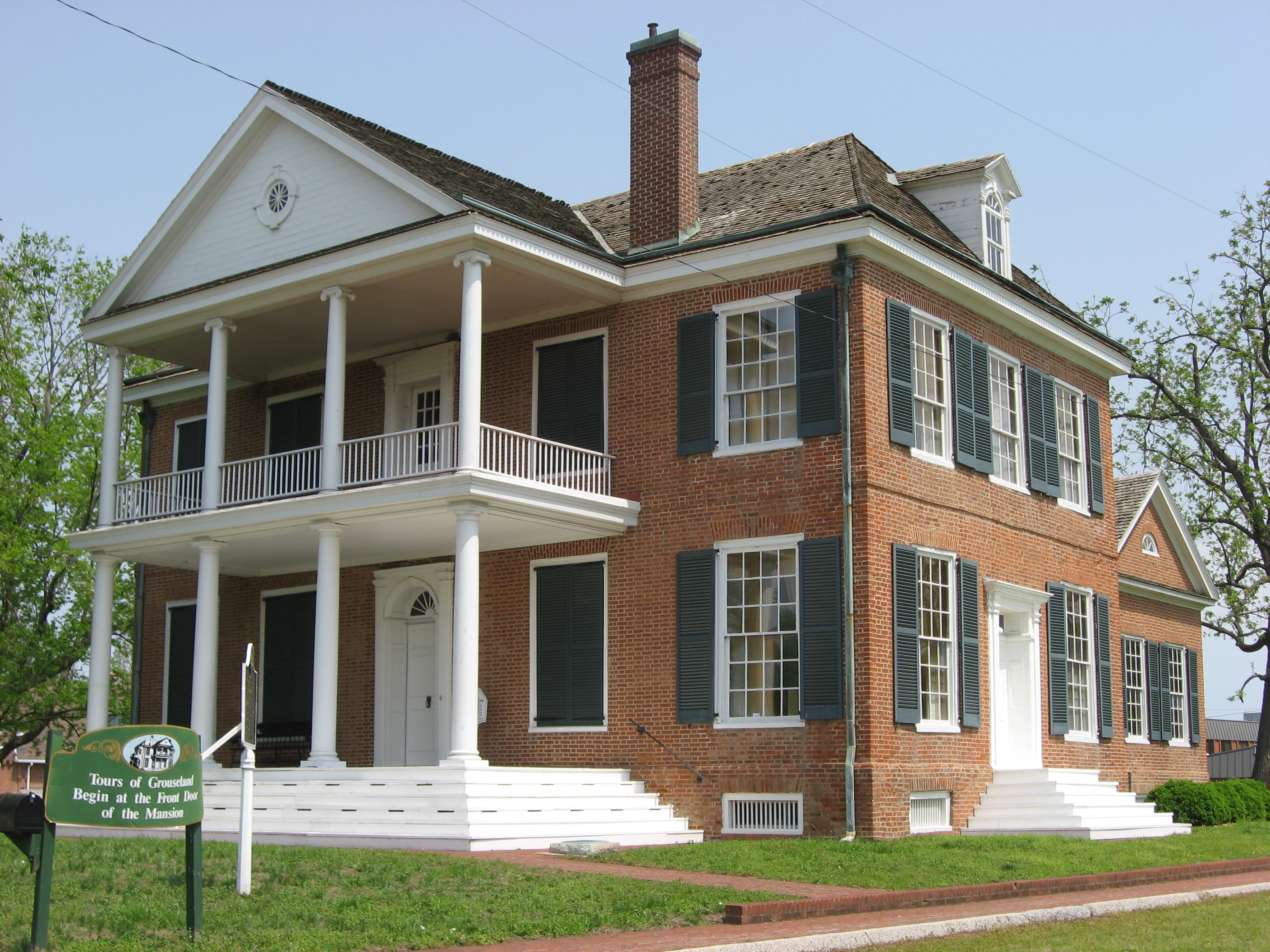
Grouseland est aujourd'hui répertorié par la National Historic Landmark

Harrison s'installa à Vincennes, la capitale du nouveau territoire de l'Indiana le 10 janvier 1801. Sur place, il fit construire une plantation qu'il nomma Grouseland du fait des nombreux oiseaux qui s'y trouvaient. Il s'agissait de l'une des premières structures en briques du territoire. Cette demeure, qui a été restaurée et est devenue une attraction touristique populaire, devint le centre de la vie politique et sociale du territoire. Il en construisit une autre près de Corydon, la seconde capitale, à Harrison Spring.
En tant que gouverneur, Harrison avait de larges pouvoirs dans le nouveau territoire et disposait de l'autorité pour nommer tous les officiers territoriaux et organiser la division du territoire en districts politiques. L'une de ses responsabilités fut d'obtenir des titres pour les terres amérindiennes ce qui permettrait d'attirer plus de colons et d'augmenter la population afin d'obtenir le statut d'État. Harrison était impatient d'étendre le territoire pour des raisons personnelles car son avenir politique dépendait de l'accession de l'Indiana au statut d'État. En 1803, le président Thomas Jefferson accorda à Harrison l'autorité pour négocier et conclure des traités avec les Amérindiens.
Harrison supervisa la signature de 13 traités qui permirent d'acquérir près de 240 000 km2 de terres amérindiennes principalement dans le sud de l'actuel Indiana. Le traité de Saint-Louis de 1804 avec le chef Quashquame avait entraîné la cession par les Sauks et les Mesquakies d'une grande partie de l'ouest de l'Illinois et de portions du Missouri. Ce traité et les pertes de territoires furent rejetées par de nombreux Sauks dont Black Hawk et fut l'une des raisons pour lesquelles ils s'allièrent avec les Britanniques lors de la guerre de 1812. Harrison pensait que le traité de Grouseland de 1805 permettrait d'apaiser les tensions mais celles-ci restèrent élevées sur la frontière.
En 1809, le traité de Fort Wayne aggrava les tensions car Harrison avait acheté 10 000 km2 de terres aux Miamis qui revendiquaient mais n'occupaient pas cette région habitées par les tribus shawnee, kickapou, piankashaw et wea. Harrison accéléra le processus en offrant de larges subventions aux tribus et à leurs chefs pour pouvoir faire passer le traité avant que Jefferson ne quitte ses fonctions,. Les tribus habitant sur ces terres étaient furieuses et cherchèrent sans succès à faire annuler le traité.

#### Esclavagiste
En 1803, Harrison fit pression sur le Congrès pour abroger l'article 6 de l'ordonnance du Nord-Ouest afin de permettre l'esclavage dans le territoire de l'Indiana. Il avançait que cela était nécessaire pour rendre la région plus attractive pour les colons et la rendre économiquement viable. Le Congrès suspendit l'article pour une durée de 10 ans durant lesquels les territoires couverts par l'ordonnance pouvaient décider d'autoriser l'esclavage. Cette année-là, Harrison obtint la légalisation des indentures par la législature du territoire. Il tenta de faire légaliser l'esclavage en 1805 et en 1807 ce qui causa des tensions dans le territoire. Lorsqu'en 1809 la législature fut élue par le peuple pour la première fois, le parti abolitionniste au pouvoir abrogea toutes les décisions favorables à l'esclavage qu'Harrison avait fait passer depuis 1803,.
Le président Jefferson, le principal rédacteur de l'ordonnance avait passé un accord secret avec James Lemen, un juge de paix et l'un des chefs abolitionnistes de l'Indiana, pour battre le mouvement esclavagiste mené par Harrison. Bien qu'étant lui-même propriétaire d'esclaves, il ne voulait pas que l'esclavage s'étende dans le territoire du Nord-Ouest car il considérait que cette pratique devait être interdite. Selon les termes de l'accord, Jefferson finança Lemen pour qu'il fasse construire des églises opposées à l'esclavage dans l'Indiana et l'Illinois. Ainsi les citoyens signèrent des pétitions, s'organisèrent politiquement et leurs actions se révélèrent décisives dans la défaite des tentatives de Harrison pour légaliser l'esclavage.

## Affrontements dans le Nord-Ouest

### Tecumseh et Tippecanoe
Pour des articles plus généraux, voir guerre de Tecumseh et bataille de Tippecanoe.
Un mouvement de résistance amérindien contre l'expansion américaine se développa à l'initiative des frères Tecumseh et Tenskwatawa (le Prophète) de la tribu shawnee. Dans ce qui fut appelé la rébellion de Tecumseh, Tenskwatawa convainquit les tribus qu'elles seraient protégées par le Grand Esprit si elles se soulevaient contre les colons blancs. Il encouragea la résistance en demandant aux tribus de ne payer aux marchands blancs que la moitié de ce qu'elles leur devaient et d'abandonner toutes les pratiques de l'homme blanc dont les vêtements, les fusils et en particulier l'alcool qui faisait des ravages chez les Amérindiens.

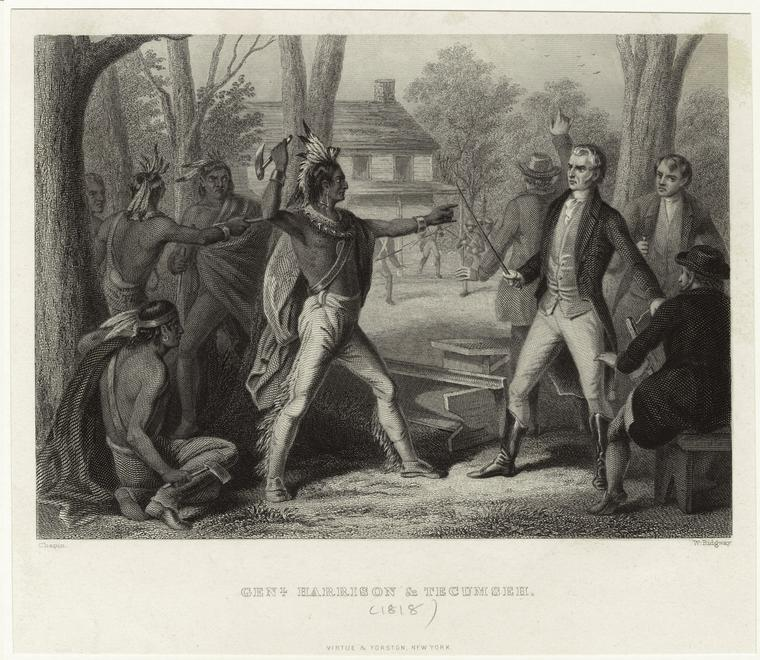
Gravure de John R. Chapin représentant la confrontation entre Tecumseh et Harrison en 1810.

En août 1810, Tecumseh mena 400 guerriers armés le long de la rivière Wabash pour rencontrer Harrison à Vincennes. Comme les guerriers étaient couverts de peintures de guerre, leur apparition effraya les soldats américains. Les chefs du groupe furent escortés à Grouseland où ils rencontrèrent le gouverneur. Tecumseh insista sur le fait que le traité de Fort Wayne était illégitime car une tribu ne pouvait vendre des terres sans l'approbation des autres ; Il demanda à Harrison d'annuler le traité et avertit que les Américains ne devraient pas tenter de s'établir sur les terres cédées par le traité. Il lui indiqua également qu'il avait menacé de tuer les chefs qui appliqueraient les termes du traité et que sa confédération de tribus se renforçait rapidement. Harrison rétorqua que les Miamis étaient les propriétaires de ces terres et qu'ils pouvaient les vendre s'ils le souhaitaient et il rejeta l'affirmation de Tecumseh selon laquelle les Amérindiens formaient une seule nation. Le gouverneur déclara que chaque tribu pouvait avoir des relations séparées avec les États-Unis si elles le désiraient et que le Grand Esprit aurait donné à toutes les tribus le même langage si elles faisaient partie d'une même nation.
Tecumseh se lança dans un discours enflammé mais Harrison ne pouvait comprendre ce qu'il disait. Un Shawnee favorable à Harrison dégaina son pistolet pour alerter Harrison que les paroles de Tecumseh étaient belliqueuses. Certains témoins rapportèrent que Tecumseh encourageait les guerriers à tuer Harrison. De nombreux guerriers commencèrent à brandir leurs armes et Harrison sortit son sabre. Comme la population totale de la ville n'était que de 1 000 personnes, les guerriers de Tecumseh auraient pu massacrer tout le monde. Les guerriers reculèrent néanmoins quand les officiers américains sortirent leurs pistolets pour défendre leur commandant. Le chef Winnemac, favorable à Harrison, contra l'argument de Tecumseh en déclarant aux guerriers que comme ils étaient venus en paix, ils devaient repartir de même. Avant de partir, Tecumseh informa Harrison qu'à moins d'une annulation du traité, il chercherait une alliance avec les Britanniques. Après la rencontre, Tecumseh parcourut la région dans l'espoir de former une alliance anti-américaine.
En 1811, alors que Tecumseh était en déplacement, Harrison reçut l'autorisation du secrétaire à la Guerre William Eustis d'avancer en territoire amérindien pour une démonstration de force. Harrison prit la tête d'un millier d'hommes et marcha vers le nord pour intimider les Shawnees et les pousser à négocier. Au lieu de cela, les tribus lancèrent une attaque surprise sur l'armée de Harrison le matin du 6 novembre lors de ce qui fut appelé la bataille de Tippecanoe. Harrison défit les forces tribales à Prophetstown près des rivières Wabash et Tippecanoe et fut célébré comme un héros national.
Dans son rapport au secrétaire Eustis, Harrison l'informa de la bataille et indiqua qu'il craignait une contre-attaque imminente. La première dépêche ne précisait pas clairement le vainqueur de l'affrontement et Eustis l'interpréta initialement comme une défaite avant que le message suivant ne l'informe de la victoire américaine. Comme aucune contre-attaque ne fut organisée, la défaire des Shawnees était plus que certaine. Eustis demanda à savoir pourquoi Harrison n'avait pas pris la précaution de fortifier son camp contre une attaque et ce dernier répondit qu'il considérait sa position comme suffisamment solide. La dispute fut le catalyseur d'une série de discordes entre Harrison et le département de la Guerre qui continua à jusqu'à la guerre de 1812.
La presse ne rapporta pas initialement la bataille et un journal de l'Ohio interpréta la dépêche de Harrison à Eustin comme l'annonce d'une défaite. En décembre, comme la plupart des grands journaux relatèrent la bataille, l'opinion publique outrée par l'attaque shawnee demanda des réponses. À un moment de fortes tensions avec la Grande-Bretagne, de nombreux Américains accusèrent le Royaume-Uni d'inciter les Amérindiens à la révolte et de les fournir en armes. En réaction, le Congrès vota des résolutions condamnant les Britanniques pour leur intrusion dans les affaires intérieures américaines. Quelques mois plus tard, les États-Unis déclarèrent la guerre à la Grande-Bretagne.

### Guerre de 1812
Pour un article plus général, voir guerre anglo-américaine de 1812.

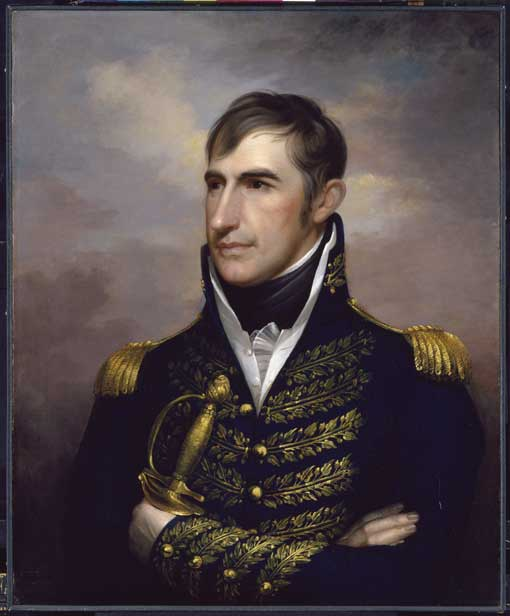
Ce portrait de Harrison le représentait initialement en habits civils en tant que délégué du territoire du Nord-Ouest en 1800 mais l'uniforme fut ajouté après ses victoires lors de la guerre de 1812.

Le déclenchement de la guerre avec le Royaume-Uni en 1812 mena à de nouveaux affrontements avec les Amérindiens dans le Nord-Ouest et Harrison continua de commander l'armée dans l'Indiana. Après la chute de Detroit, le général James Winchester devint le commandant de l'armée du Nord-Ouest. Il donna à Harrison le grade de brigadier-général, qu'il refusa car il voulait le commandement complet de l'armée ; le président James Madison remplaça Winchester par Harrison le 17 septembre 1812. Harrison héritait d'une armée de conscrits qu'il entreprit d'entraîner. Il était initialement dépassé en nombre par les Britanniques et leurs alliés amérindiens. Lors de l'hiver 1812-1813, Harrison construisit une position défensive près des rapides de la Maumee dans le nord-ouest de l'Ohio. Il la nomma Fort Meigs en honneur du gouverneur de l'Ohio, Return J. Meigs, Jr..
Après l'arrivée de renforts en 1813, Harrison reprit l'offensive. Il mena l'armée au nord pour affronter les Shawnees et les Britanniques. Il remporta plusieurs victoires dans l'Indiana et l'Ohio avant de reprendre Detroit et d'entrer au Canada. Les Américains furent victorieux lors de la bataille de la rivière Thames au cours de laquelle Tecumseh trouva la mort. La coalition amérindienne se désintégra et la bataille marqua la fin des combats dans la région.
Peu après, le secrétaire à la guerre, John Armstrong, réorganisa l'armée et assigna à Harrison un poste à l'arrière tout en donnant le contrôle des troupes du front à l'un de ses subordonnés. Armstrong et Harrison étaient en désaccord sur l'intérêt d'une invasion du Canada. Lorsque Harrison fut réassigné, il donna rapidement sa démission de l'armée et celle-ci fut acceptée à l'été 1814.
Après la guerre, le Congrès enquêta sur la démission de Harrison. Il jugea qu'il avait été abusé par le secrétaire à la Guerre durant sa campagne et que sa démission était justifiée ; il lui accorda également une médaille en or pour ses actions durant la guerre. La bataille de la rivière Thames est considérée comme la plus grande victoire américaine de la guerre après celle de la Nouvelle-Orléans,.

## Après-guerre

### Fonctions officielles
Après la guerre, Harrison fut nommé par le président James Madison pour servir au sein d'une commission chargée de négocier deux traités avec les tribus amérindiennes du Nord-Ouest. Les deux traités étaient à l'avantage des États-Unis car les tribus cédaient une large bande de terre à l'ouest pour fournir plus de territoires aux colons américains.
Harrison fut élu à la Chambre des représentants pour achever le terme de John McLean de l'Ohio du 8 octobre 1816 au 4 mars 1819. Il fut ensuite élu au Sénat de l'Ohio pour un mandat de 1819 à 1821 et perdit l'élection au poste de gouverneur de l'Ohio en 1820. En 1822, il fit campagne pour la Chambre des représentants mais fut battu de 500 voix par James W. Gazlay. En 1824, il fut réélu au Sénat où il siégea jusqu'au 20 mai 1828. Ses collègues occidentaux l'appelaient par le surnom de « Buckeye », un terme amical issu de l'Ohio Buckeye, arbre symbole de l'Ohio. En tant que grand électeur de l'Ohio, il vota pour James Monroe en 1820 et pour Henry Clay en 1824.
Nommé ministre plénipotentiaire en Grande Colombie, Harrison démissionna du Congrès et tint ce rôle jusqu'au 8 mai 1829. Il arriva à Bogota le 22 décembre 1828. Il fut déçu par la situation du pays et rapporta au secrétaire d'État que la Colombie était au bord de l'anarchie et que Simón Bolívar était sur le point de mettre en place une dictature militaire. Alors qu'il se trouvait en Colombie, Harrison écrivit à Bolívar que « le plus fort des gouvernements est celui qui est le plus libre » et lui demanda d'encourager le développement de la démocratie. En réponse, Bolívar répondit que « les États-Unis… semblent désignés par la Providence pour affliger l'Amérique de tous les tourments au nom de la liberté », une idée qui devint célèbre en Amérique latine. Lorsque le nouveau président Andrew Jackson prit ses fonctions en mars 1829, Harrison fut remplacé et il rentra aux États-Unis en juin

### Retour à l'anonymat
Après être rentré aux États-Unis en 1829, Harrison retourna dans sa ferme de North Bend dans l'Ohio. Il y vécut relativement isolé après presque 40 ans au service de son pays. N'ayant pas accumulé une richesse considérable durant sa vie, il vécut sur ses économies, une petite pension et les revenus de sa ferme. Harrison cultivait du maïs et créa une distillerie pour produire du whisky. Après une brève période dans le commerce des spiritueux, il fut consterné par l'effet de l'alcool sur ses consommateurs et ferma sa distillerie. Dans un discours adressé au comité d'agriculture du comté de Hamilton en 1831, Harrison déclara qu'il avait péché en faisant du whisky et espérait que les autres apprendraient de ses erreurs et arrêteraient la production de spiritueux.
Harrison gagna également un peu d'argent grâce à sa participation à une biographie écrite par James Hall et intitulée A Memoir of the Public Services of William Henry Harrison publiée en 1836. La même année, il tenta sans succès d'être choisi comme candidat à la présidence par le parti whig. Entre 1836 et 1840, Harrison fut greffier du comté de Hamilton et cela était son métier lorsqu'il fut élu président en 1840. Lorsque Harrison fit campagne pour la présidence en 1840, plus de 12 livres étaient parus sur sa vie et une majorité le présentaient comme un héros national.

### Élection présidentielle de 1836

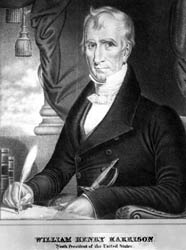
Chromolithographie utilisée pendant la campagne de 1836

Pour l'élection présidentielle de 1836, Harrison fut nommé par le parti whig en tant que candidat du nord. De manière unique dans l'histoire américaine, l'un des principaux partis politiques présenta intentionnellement plus d'un candidat à une présidentielle. Le vice-président Martin Van Buren, le candidat démocrate, était populaire et certain de gagner face à un unique candidat whig. La stratégie whig était donc de faire élire localement des whigs populaires pour empêcher Van Buren d'atteindre la majorité de 148 voix au sein du Collège électoral et forcer la Chambre des représentants à décider de l'issue de l'élection. Ils espéraient que les whigs contrôleraient la Chambre après les élections générales car dans le cas contraire la Chambre démocrate aurait choisi Van Buren,.
Harrison fit campagne dans tous les états abolitionnistes sauf le Massachusetts et dans les états esclavagistes du Delaware, du Maryland et du Kentucky. Hugh L. White fit campagne dans les autres états esclavagistes à l'exception de la Caroline du Sud. Daniel Webster se présenta dans le Massachusetts et Willie P. Mangum en Caroline du Sud. Le plan échoua de justesse car Van Buren parvint à obtenir 170 grands électeurs. L'avance de Van Buren n'était que de 4 000 voix en Pennsylvanie et lui permit de ravir les 30 grands électeurs à Harrison,,.

### Élection présidentielle de 1840
En 1840, Harrison fut de nouveau le candidat whig et il affronta le président sortant Van Buren lors de l'élection présidentielle. Le parti whig avait tiré la leçon des échecs aux élections précédentes et compris que la personnalité du candidat était, aux yeux du public, plus importante que son programme. Harrison fut ainsi choisi face à des membres plus controversés du parti comme Clay et Webster. Seul candidat de son parti, il fit campagne sur sa brillante carrière militaire, sur sa réputation de héros de la bataille de Tippecanoe et sur la faiblesse de l'économie américaine causée par la panique de 1837. Leur slogan de campagne Tippecanoe and Tyler too (« Tippecanoe et Tyler aussi ») devint l'un des plus célèbres de l'histoire politique américaine. Afin de faire porter la responsabilité de la dépression économique à Van Buren, les whigs le surnommèrent « Van Ruin ».
Les démocrates attaquèrent Harrison en le surnommant Granny Harrison, the petticoat general (« Papy Harrison, le général en jupons ») car il avait démissionné de l'armée avant la fin de la guerre de 1812. Ils le présentèrent comme un provincial et un vieillard déconnecté qui ferait mieux de « s'asseoir dans sa cabane en rondins et de boire du cidre brut » au lieu de se présenter à la présidence. Ce stratagème échoua lorsque Harrison et son colistier John Tyler choisirent la cabane en rondins et le cidre brut comme symboles de campagne pour défendre l'image d'« homme du peuple » du candidat. Ils furent les premiers à faire une campagne électorale en utilisant les artifices actuels (slogans, publicité, meetings, distribution de gadgets). Bien qu'Harrison soit issu d'une riche famille esclavagiste de Virginie, il fut présenté comme un humble habitant de la Frontière du style du populaire Andrew Jackson tandis que Van Buren était dépeint comme un riche membre de l'élite. Le jour de l'élection, Harrison remporta une victoire écrasante au Collège électoral même si le vote populaire fut plus serré.

## Présidence

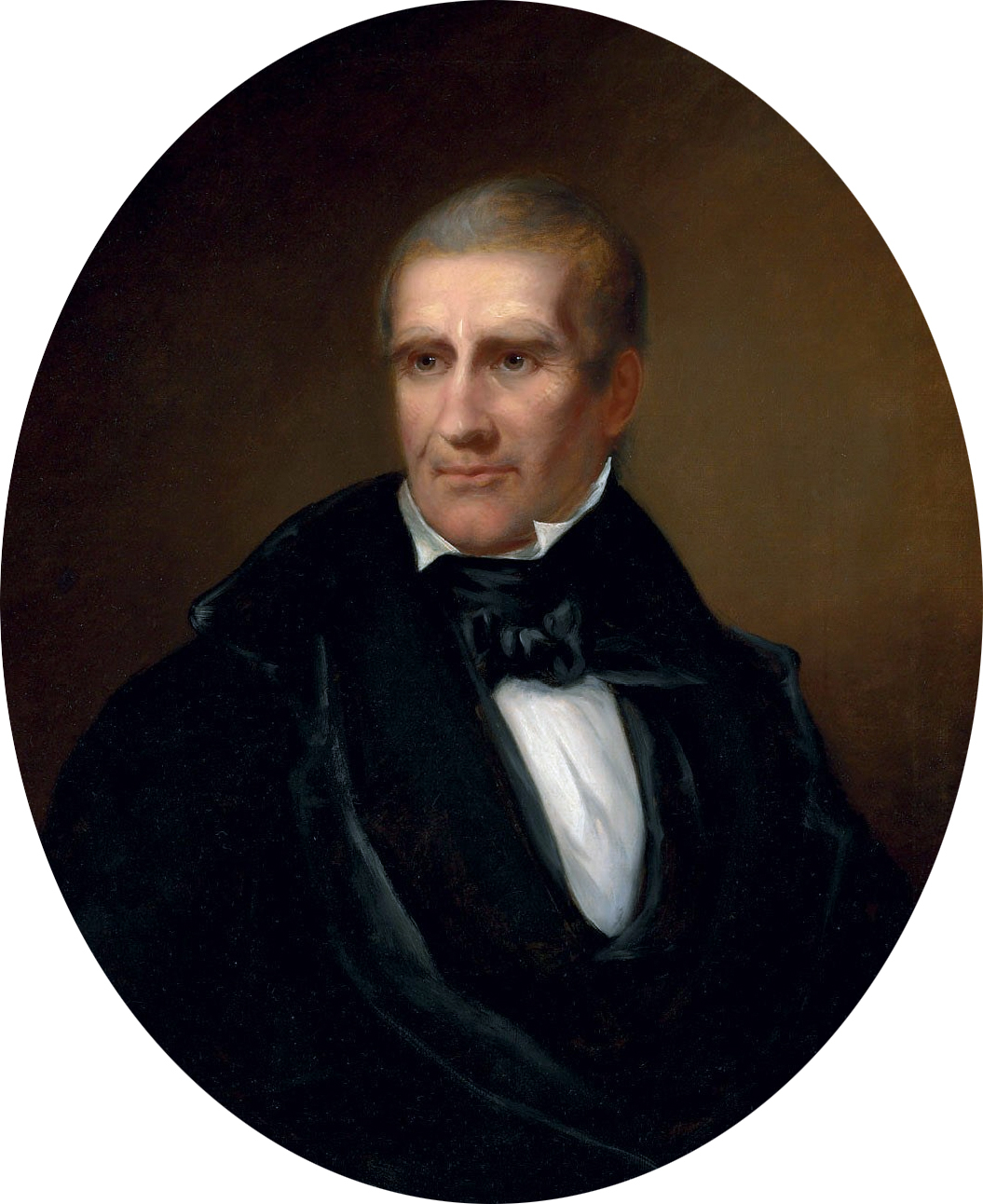
William Henry Harrison par Bass Otis en 1841.

Lorsqu'il arriva à Washington, Harrison voulut montrer qu'il était toujours le héros tenace de Tippecanoe et qu'il était plus que la caricature arriérée décrite durant la campagne. Il prêta serment le 4 mars 1841 par un temps froid et humide. Il ne portait ni manteau ni chapeau, arriva à cheval à la cérémonie et non à bord de la calèche fermée qui lui avait été proposée et délivra le plus long discours d'investiture de l'histoire américaine. Il lui fallut près de deux heures pour le lire même si son ami et collègue du parti whig Daniel Webster l'avait raccourci. Il assista ensuite au bal inaugural dans la soirée avec près de mille personnes.
Le discours d'investiture était un résumé détaillé de l'agenda whig qui reposait en grande partie sur le rejet des politiques de Jackson et de Van Buren. Harrison promit de rétablir la Bank of the United States et d'étendre ses pouvoirs en l'autorisant à imprimer de la monnaie papier, de s'incliner devant les décisions du Congrès sur les questions législatives en réduisant l'usage du droit de veto et de remettre en cause le système des dépouilles créé par Jackson sur les nominations exécutives. Il promit d'utiliser son pouvoir de nomination pour créer une administration basée sur le mérite sans tenir compte de l'appartenance à son parti,.
En tant que chef des whigs et politicien influent (en plus d'être un candidat frustré à la présidence), Clay s'attendait à obtenir une position importante au sein de l'administration Harrison. Il tenta d'influencer les actions de Harrison avant et durant sa brève présidence en proposant les candidats de son choix pour les postes du Cabinet. Harrison répondit « M. Clay, vous oubliez que Je suis le président ». La dispute s'intensifia lorsque Harrison nomma Daniel Webster, le rival de Clay pour le contrôle du parti whig, au poste de secrétaire d'État et sembla offrir des postes influents à des partisans de Webster. Sa seule concession fut d'accorder la fonction de Procureur général à l'un de ses partisans, John J. Crittenden. Malgré cela, l'antagonisme entre les deux hommes continua jusqu'à la mort du président.
Clay n'était pas le seul qui comptait obtenir des avantages à la suite de l'élection de Harrison. De nombreux candidats se présentèrent à la Maison-Blanche, qui était ouverte à tous ceux qui demandaient un rendez-vous avec le président, pour obtenir une place de fonctionnaire. La plupart des affaires durant la courte présidence de Harrison concernait les nombreuses obligations sociales qu'imposaient sa haute position et en particulier l'accueil des visiteurs à la Maison-Blanche. Harrison écrivit dans une lettre datée du 10 mars : « Je suis harcelé par la multitude qui me sollicite et je ne peux absolument pas me consacrer à mes propres affaires ».
Harrison prit sa promesse de réformer les nominations très au sérieux ; il se rendit dans tous les départements de son administration pour superviser les opérations et annonça que l'électoralisme des employés pourrait entraîner leur licenciement. Comme il fit avec Clay, Harrison résista aux pressions des autres whigs pour des postes administratifs. Lorsqu'un groupe de whigs arriva à son bureau le 16 mars pour demander le licenciement de tous les démocrates, Harrison répondit « Que Dieu me garde, je démissionnerai de ma fonction avant d'être coupable d'une telle iniquité ». Le propre Cabinet de Harrison tenta de contrer sa nomination de John Chambers au poste de gouverneur de l'Iowa en faveur de l'ami de Webster, le général James Wilson ; lorsque Webster tenta d'imposer cette décision à une réunion du Cabinet le 25 mars, Harrison lui demanda de lire à voix haute une note manuscrite (où était simplement écrit « William Henry Harrison, président des États-Unis ») avant de déclarer que « William Henry Harrison, président des États-Unis, vous informe messieurs que, par Dieu, John Chambers sera gouverneur de l'Iowa ! »
Le seul acte officiel d'importance de la présidence de Harrison fut de convoquer le Congrès pour une session extraordinaire. Henry Clay et lui étaient en désaccord sur la nécessité d'une telle session et quand le 11 mars, le cabinet de Harrison se trouva dans la même division, le président mit son veto à cette session extraordinaire. Lorsque Clay pressa Harrison sur cette question, le président rejeta l'idée, lui demanda de ne plus venir à la Maison-Blanche et de s'adresser à lui uniquement par courrier. Cependant, quelques jours plus tard, le secrétaire au Trésor Thomas Ewing rapporta que les finances étaient dans un si mauvais état que le gouvernement ne pourrait pas continuer à opérer jusqu'à la reprise normale des sessions du Congrès en décembre. Harrison céda et le 17 mars, il demanda le rassemblement du Congrès sur « la condition économique du pays ». La session était prévue le 31 mai,.

## Administration et cabinet

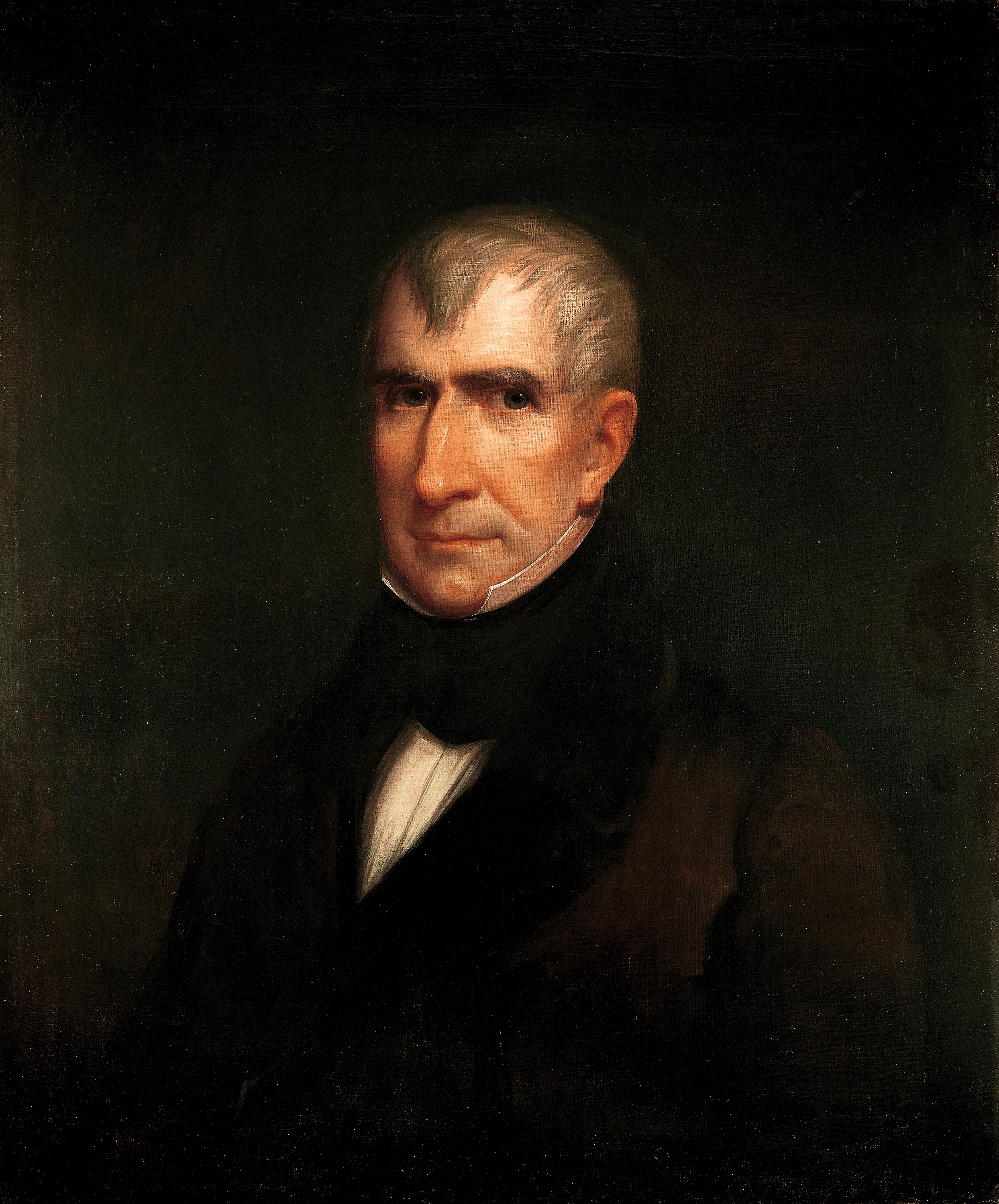
Portrait officiel de Harrison

| Fonction               | Nom                    | Dates |
| ---------------------- | ---------------------- | ----- |
| Président              | William Henry Harrison | 1841  |
| Vice-président         | John Tyler             | 1841  |
|                        |                        |       |
| Secrétaire d'État      | Daniel Webster         | 1841  |
| Secrétaire du Trésor   | Thomas Ewing           | 1841  |
| Secrétaire à la Guerre | John Bell              | 1841  |
| Procureur général      | John J. Crittenden     | 1841  |
| Postmaster General     | Francis Granger (en)   | 1841  |
| Secrétaire à la Marine | George E. Badger (en)  | 1841  |

## Mort
Le 26 mars, la santé de Harrison fut affectée par un rhume. Selon l'idée fausse de l'époque, les médecins considéraient que la maladie avait été causée par le mauvais temps le jour de l'investiture, même si elle s'était déclenchée trois semaines après l'événement. Le rhume s'aggrava et se transforma rapidement en une pneumonie et une pleurésie. Il chercha à se reposer à la Maison-Blanche mais il ne put pas trouver une salle calme du fait de la foule des demandeurs d'emploi. Son emploi du temps extrêmement chargé ne lui laissait pas beaucoup de temps pour se reposer.
Selon la théorie du docteur Philip A. Mackowiak publiée dans un article du New York Times, la maladie de Harrison serait d'origine gastro-intestinale. La cause de cette maladie serait à rechercher dans l'absence de réseau d'assainissement à Washington, ce qui avait pour effet que les matières fécales étaient déversées à l'air libre et polluaient les eaux de surface.
Les médecins de Harrison tentèrent de le soigner avec de l'opium, de l'huile de ricin, des sangsues et du rauvolfia serpentina de Virginie. Mais ces traitements ne firent qu'aggraver l'état de Harrison qui commença à délirer. Il mourut neuf jours après être tombé malade le 4 avril 1841 à 0 h 30 des suites de la pneumonie, d'un ictère et d'une septicémie. Ses derniers mots furent adressés à son médecin mais étaient plus vraisemblablement destinés à John Tyler, « Monsieur, je souhaite que vous compreniez les véritables principes du gouvernement. Je veux qu'ils soient appliqués. Je ne demande rien de plus ». Il était le premier président américain à mourir lors de son mandat qui fut d'ailleurs le plus court de l'histoire américaine car n'ayant duré que 30 jours, 12 heures et 30 minutes,.
Les funérailles de Harrison eurent lieu à la Wesley Chapel de Cincinnati dans l'Ohio le 7 avril. Il fut d'abord inhumé dans le Congressional Cemetery à Washington le temps que sa tombe soit préparée. Il fut ensuite enterré à North Bend dans le William Henry Harrison Tomb State Memorial.

### Conséquences

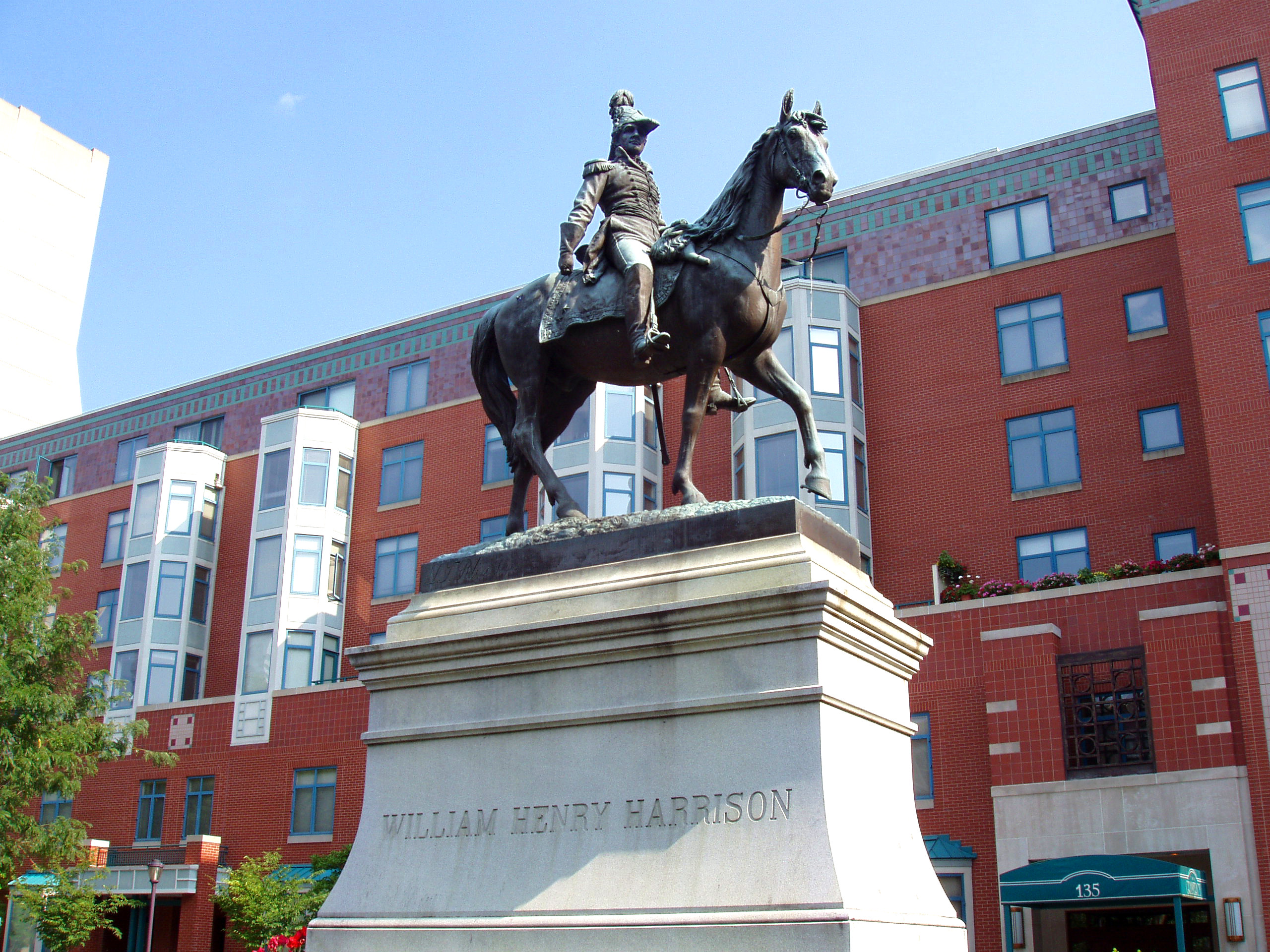
Statue équestre de Harrison à Cincinnati.

La mort soudaine de Harrison fut une déception pour le parti whig qui espérait lancer des réformes fiscales et mettre en place des mesures pour soutenir le système économique proposé par Henry Clay. John Tyler, le successeur de Harrison et ancien démocrate, abandonna le programme des whigs et se mit à l'écart du parti.
Du fait de la mort de Harrison, trois présidents servirent au cours d'une unique année calendaire (Van Buren, Harrison et Tyler). Cela n'arriva qu'à une seule autre reprise, en 1881, lorsque James A. Garfield succéda à Rutherford B. Hayes avant d'être assassiné la même année. Après la mort de Garfield, Chester A. Arthur devint le nouveau président.
La mort de Harrison révéla les failles de la Constitution concernant la succession à la présidence. L'Article II établissait qu'« en cas de destitution, de mort ou de démission du président, ou de son incapacité d'exercer les pouvoirs et de remplir les devoirs de sa charge, ceux-ci seront dévolus au vice-président. […] et [le vice-président] remplira ladite fonction jusqu'à cessation d'incapacité ou élection d'un président ». Le débat était de savoir si le vice-président devenait le président ou s'il agissait en tant que président. De plus, la Constitution ne précisait pas si le vice-président devait rester en place jusqu'à la fin du mandat de son prédécesseur ou si des élections anticipées devaient être organisées.
Le cabinet de Harrison insista pour que Tyler soit le « vice-président agissant en tant que président ». Après la consultation du juge en chef Roger B. Taney, ils décidèrent que si Tyler prêtait le serment du président, il accéderait à cette fonction. Tyler s'exécuta et prêta serment le 6 avril. En mai, le Congrès se rassembla et vota une résolution qui confirmait Tyler à la présidence jusqu'à la fin du mandat de Harrison. Une fois établi, ce précédent restera la règle jusqu'à la ratification du 25e amendement en 1967,. Adopté après l'assassinat de John Fitzgerald Kennedy et l'accession à la présidence de Lyndon B. Johnson, l'amendement affinait l'organisation de la succession et définissait les situations où le vice-président agissait en tant que président et celles où il pouvait devenir président.
Du fait de la brièveté de sa présidence, Harrison fut le seul président à n'avoir nommé aucun juge fédéral à un quelconque niveau de juridiction et fait partie des quatre présidents à n'avoir nommé aucun juge à la Cour suprême. De même, aucun État ne fut admis dans l'Union lors de sa présidence.

### Héritage

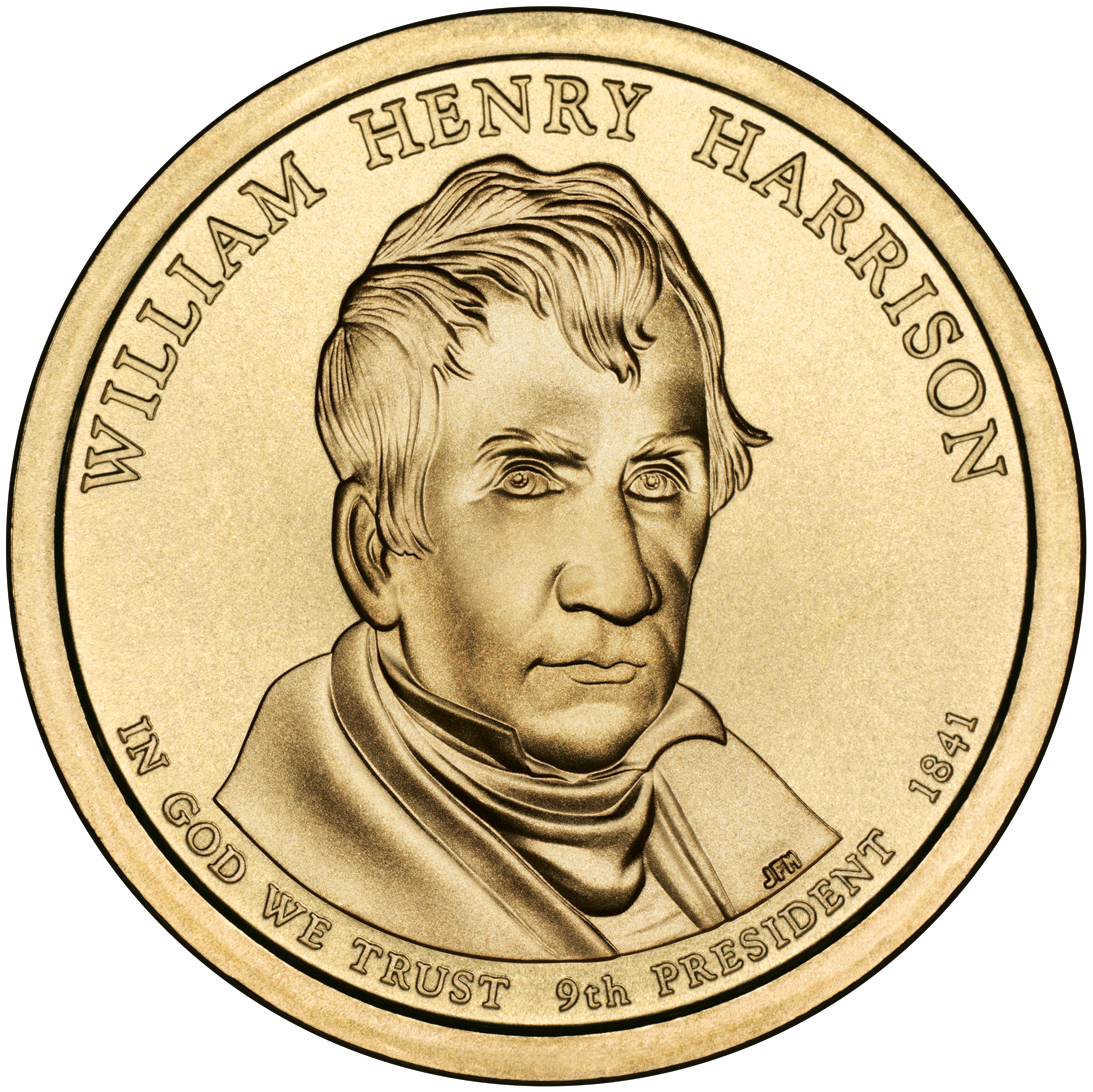
Pièce de la série du dollar présidentiel à l'effigie de Harrison.

Harrison fut le premier président en exercice à avoir été photographié. Il existe des photographies de John Quincy Adams, d'Andrew Jackson et de Martin van Buren mais elles furent toutes prises après qu'ils eurent quitté leurs fonctions. Le daguerréotype original, réalisé à Washington le jour de l'investiture a été perdu mais au moins une copie existe au sein des archives du Metropolitan Museum of Art. L'image d'introduction de cet article est une version numérisée de ce document.
Le principal héritage de Harrison réside dans sa campagne de 1840 qui posa les bases des tactiques modernes de la campagne présidentielle. Harrison mourut presque sans un sou et le Congrès vota une pension d'un montant de 25 000 $,, soit l'équivalent d'un an de salaire de Harrison, à sa femme. Elle reçut également le droit de ne pas payer pour son courrier.
Le fils de Harrison, John Scott Harrison (en) fut représentant de l'Ohio de 1853 à 1857 et son petit-fils, Benjamin Harrison, devint le 23e président de 1889 à 1893.
Les villes de Harrison dans le New Jersey, l'Ohio, Tennessee (en) et les comtés du même nom dans l'Indiana, le Mississippi, l'Iowa et l'Ohio ont été nommés en son honneur. Le Soldiers' and Sailors' Monument d'Indianapolis incorpore une statue de Harrison.

#### En français
- Georges Ayache, Les présidents des États-Unis : Histoire et portraits, Paris, Perrin, 2016, 480 p. (ISBN 978-2-262-06420-4, OCLC 991492904, BNF 45110316, lire en ligne ).
- Nicole Bacharan, Les Noirs américains : Des champs de coton à la Maison Blanche, Paris, Perrin, coll. « Tempus » (no 337), 2010, 618 p. (ISBN 978-2-262-03275-3, OCLC 708357029, BNF 42305262).
- Jacques Binoche, Histoire des États-Unis, Paris, Ellipses, coll. « Ellipses poche », 2017, 2e éd. (1re éd. 2003), 256 p. (ISBN 978-2-340-02170-9, OCLC 1020169920, BNF 45414237, présentation en ligne).
- Claude Fohlen, Histoire de l'esclavage aux États-Unis, Paris, Perrin, coll. « Tempus » (no 183), 2007, 2e éd. (1re éd. 1998), 342 p. (ISBN 978-2-262-02677-6, OCLC 300394643, BNF 41046899).
- Hélène Harter et André Kaspi, Les présidents américains : De George Washington à Joe Biden, Paris, Tallandier, coll. « Texto », 2022, 272 p. (ISBN 979-10-210-5481-3, OCLC 1345667727, BNF 47096831, présentation en ligne).
- Jean Heffer, Histoire documentaire des États-Unis : L'Union en péril, la démocratie et l'esclavage (1829-1865), t. 4, Presses universitaires de Nancy, 1987, 215 p. (ISBN 2-86480-286-4, OCLC 299416411, BNF 36630278).
- André Kaspi, Les Américains : Naissance et essor des États-Unis (1607-1945), t. 1, Paris, Éditions du Seuil, coll. « Points histoire » (no 89), 2014, 5e éd. (1re éd. 1986), 464 p. (ISBN 978-2-7578-4154-9, OCLC 43825106, BNF 43825106, présentation en ligne).
- Robert Lacour-Gayet, Histoire des États-Unis : Des origines jusqu'à la fin de la guerre civile, t. 1, Paris, Fayard, 1976, 469 p. (ISBN 2-213-00315-7, OCLC 461420090, BNF 34300237, lire en ligne ).
- Jean-Michel Lacroix, Histoire des États-Unis, Paris, Presses universitaires de France, 2022, 7e éd. (1re éd. 1996), 576 p. (ISBN 978-2-13-083290-4, OCLC 1302993439, BNF 47012774, présentation en ligne).
- Pierre Mélandri, « Le siècle américain », une histoire, Paris, Perrin, 2016, 672 p. (ISBN 978-2-262-03811-3, OCLC 960976545, BNF 45158509, lire en ligne ).
- Jacques Portes, Histoire des États-Unis : De 1776 à nos jours, Paris, Armand Colin, coll. « U Histoire », 2017, 3e éd. (1re éd. 2010), 432 p. (ISBN 978-2-200-61809-4, OCLC 985086886, BNF 45268837, lire en ligne ).
- Philippe Valode, Les Présidents des États-Unis, Paris, Éditions de l'Archipel, 2008, 212 p. (ISBN 978-2-84187-745-4, OCLC 470559651, BNF 41379792).
- Bertrand Van Ruymbeke, Histoire des États-Unis : De 1492 à 1919, t. 1, Paris, Tallandier, coll. « Texto », 2021, 608 p. (ISBN 979-10-210-4989-5, OCLC 1269615217, BNF 46846182, présentation en ligne).
- Bernard Vincent (dir.), Histoire des États-Unis, Paris, Flammarion, coll. « Champs Histoire », 2016, 4e éd. (1re éd. 1997), 720 p. (ISBN 978-2-08-139368-4, OCLC 960914039, BNF 45138239, présentation en ligne).

#### En anglais
- Samuel Jones Burr, The Life and Times of William Henry Harrison, New York, R. W. Pomeroy, 1840 (lire en ligne)
- Mark C. Carnes et Yanek Mieczkowski, The Routledge Historical Atlas of Presidential Campaigns Routledge, New York, Routledge, 2001, 160 p. (ISBN 978-0-415-92139-8, LCCN 00030014, lire en ligne)
- Freeman Cleaves, Old Tippecanoe : William Henry Harrison and His Time, New York, C. Scribner's Sons, 1939 (lire en ligne)
- Arville Funk, A Sketchbook of Indiana History, Rochester, Indiana, Christian Book Press, 1969 (lire en ligne)
- Meg Green, William H. Harrison, Breckenridge, Connecticutt, Twenty-First Century Books, 2007, 112 p. (ISBN 978-0-8225-1511-1, LCCN 2006021853, lire en ligne)
- A. J. Langguth, Union 1812 : The Americans Who Fought the Second War of Independence, New York, Simon & Schuster, 2007, 1re éd., 496 p. (ISBN 978-1-4165-3278-1, OCLC 181042318, lire en ligne)
- (en) Robert M. Owens, Mr. Jefferson's Hammer : William Henry Harrison and the origins of American Indian policy, Norman, Oklahoma, University of Oklahoma Press, 2007, 311 p., relié (ISBN 978-0-8061-3842-8, LCCN 2006039092, lire en ligne)
- William Alexander Taylor et Aubrey Clarence Taylor, Ohio statesmen and annals of progress : from the year 1788 to the year 1900 …, vol. 1, State of Ohio, 1899 (lire en ligne)